# Nieuwtje
Een nieuwtje is een nieuwe zet in een oudere variant van een schaakopening. Het gaat dan niet zozeer om een amateuropening (een zet als 1. Pb1-a3 wordt in een meestertoernooi natuurlijk nooit geprobeerd), maar om een nog niet eerder geprobeerde of nog slechts zeer zelden geprobeerde zet.

## Soorten nieuwtjes
Er zijn meerdere soorten nieuwtjes:
- Het 'kleine nieuwtje'. Een schaakmeester komt op het idee om een nieuwe zet toe te passen in een oude verdediging. Hij analyseert zijn zelfbedachte, nieuwe zet (maar daarmee is het nog geen openingstheorie), komt tot het oordeel dat het de moeite van het proberen waard is, en speelt de zet in een toernooi. Nu is het pas echt een nieuwtje. Het is echter geen nieuwe schaakopening. Als de zet vaker gespeeld wordt, wordt de zet onderdeel van de openingstheorie.
- Het 'grote nieuwtje'. Ook hier weer de meester die het probeert, maar het gaat hier om een nieuwe, belangrijke variant of zelfs een hele nieuwe schaakopening. Hier is echter zeer uitgebreid onderzoek voor nodig, want hieruit zullen hoofdvarianten ontstaan, maar ook weer mogelijkheden voor kleine nieuwtjes. In principe zijn alle schaakopeningen ooit een 'groot nieuwtje' geweest.

## Beroemde nieuwtjesspelers
Van enkele spelers is bekend dat zij zeer veel nieuwe openingen en nieuwtjes introduceerden. Hier een overzicht.
- Aaron Nimzowitsch
- Ljubomir Ljubojević
- Richárd Réti
- Isaak Boleslavski

## Bron
Hans Bouwmeester, Partijen van 50 grote meesters (ook wel Schaakboek 5)